# Beratan
Beratan is een bestuurslaag in het regentschap Buleleng van de provincie Bali, Indonesië. Beratan telt 617 inwoners (volkstelling 2010).